# Valdir Heck
Valdir Heck (Ijuí, 14 de julho de 1944) é um político brasileiro, radialista e empresário. De origem alemã, é casado e pai de três filhos.

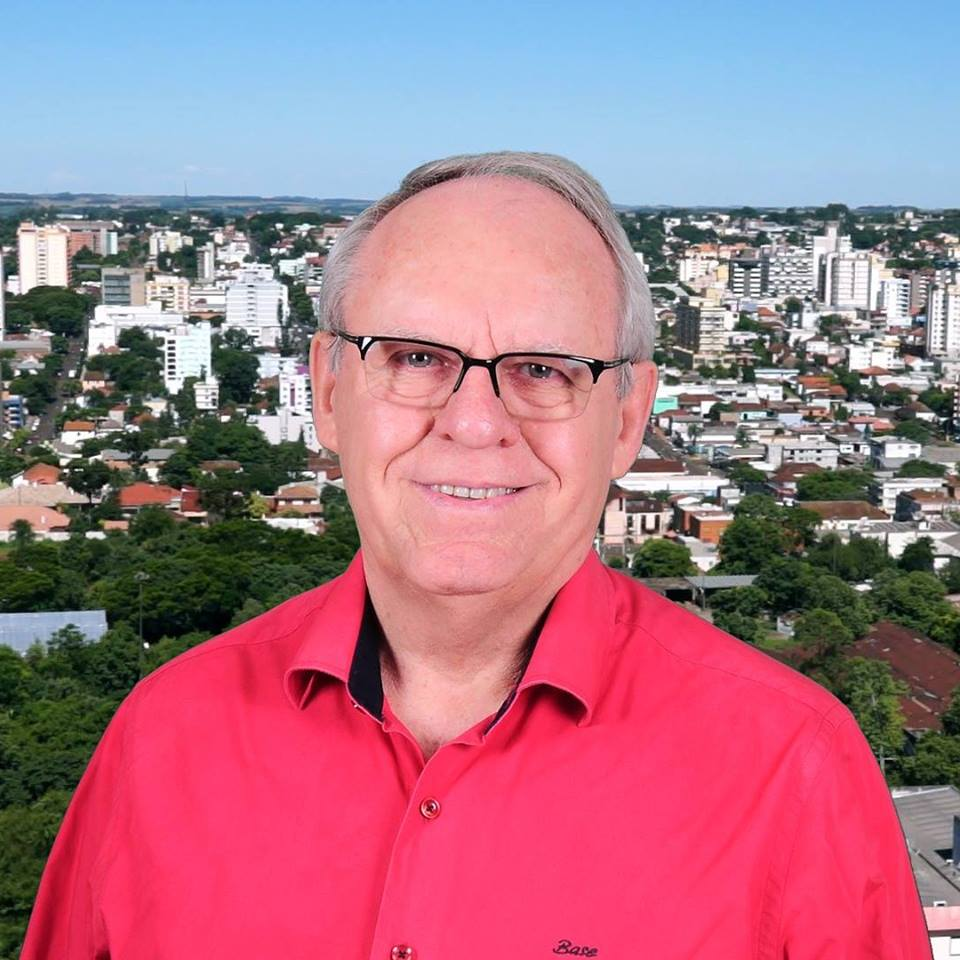

## Vida pública
Em 1982 foi eleito vice-prefeito do município de Ijuí.
Em 1988 foi eleito prefeito, cumprindo o mandato integralmente – período 1989/1992.
Em 1994 elegeu-se deputado estadual cumprindo seu mandato até o final do período legislativo Lista dos deputados estaduais do Rio Grande do Sul - 49ª legislatura (1995 — 1999). Logo no segundo ano do seu mandato, foi presidente da CPI da CEEE.
Em 2001 assume um segundo mandato de prefeito no município de Ijuí, sendo reeleito em 2004 para um novo período de 4 anos (terceiro mandato).
Membro do Comitê de Auditoria do Banrisul – período de agosto de 2010 a setembro de 2015.
Eleito prefeito da cidade de Ijuí, Rio Grande do Sul, pelo PDT, para o mandato 2017-2020, com 65% dos votos válidos. Este será o seu quarto mandato como prefeito.